# Igeltjärnen (Ovansjö socken, Gästrikland, 671285-154390)
Igeltjärnen är en sjö i Sandvikens kommun i Gästrikland och ingår i Gavleåns huvudavrinningsområde. Sjön har en area på 0,0291 kvadratkilometer och ligger 73 meter över havet.

## Delavrinningsområde
Igeltjärnen ingår i det delavrinningsområde (671289-154390) som SMHI kallar för Utloppet av Igeltjärnen. Medelhöjden är 75 meter över havet och ytan är 0,32 kvadratkilometer. Det finns inga avrinningsområden uppströms utan avrinningsområdet är högsta punkten. Vattendraget som avvattnar avrinningsområdet har biflödesordning 3, vilket innebär att vattnet flödar genom totalt 3 vattendrag innan det når havet efter 51 kilometer. Avrinningsområdet består mestadels av skog (100 procent).